# Sindre Lunke
Sindre Skjøstad Lunke (* 17. April 1993) ist ein ehemaliger norwegischer Radrennfahrer.

## Karriere
Sindre Lunke begann seine Laufbahn 2013 beim Team Plussbank. 2014 belegte er in der Gesamtwertung Platz 5 beim italienischen Radrennen Giro della Valle d’Aosta und gewann, punktgleich mit Giulio Ciccone, die Bergwertung. 2015 wechselte er zum Team Joker. Im gleichen Jahr wurde er Achter bei der Tour de l’Avenir. 2016 erhielt seinen ersten Profivertrag beim deutschen Team Giant-Alpecin. Auf Anhieb bestritt er seine erste Landesrundfahrt über drei Wochen, die Vuelta a España 2016. In der Endabrechnung errang er Platz 135. 2017 nahm er am Giro d’Italia teil und beendete diesen, beim Gesamtsieg seines Käptains Tom Dumoulin, auf dem 120. Platz.
2018 gewann Lunke die Bergwertung des Arctic Race of Norway. In der Saison 2019 belegte er den zweiten Platz beim Sundvolden Grand Prix und Platz 3 beim Ringerike Grand Prix. Im spanischen Trainingslager trat bei ihm Herzflimmern auf. Diese Erfahrung aus dem Trainingslager und die COVID-19-Pandemie führten dazu, dass Lunke nach der Saison 2020 seine Profikarriere beendete. Anschließend begann er ein Wirtschaftsstudium.

## Erfolge
2018
- Bergwertung Arctic Race of Norway

## Grand-Tour-Platzierungen
| Grand Tour            | 2016 | 2017 | 2018 |
| --------------------- | ---- | ---- | ---- |
| Giro d’ItaliaGiro     | –    | 120  | –    |
| Tour de FranceTour    | –    | –    | –    |
| Vuelta a EspañaVuelta | 135  | –    | –    |